# Monique Alexander

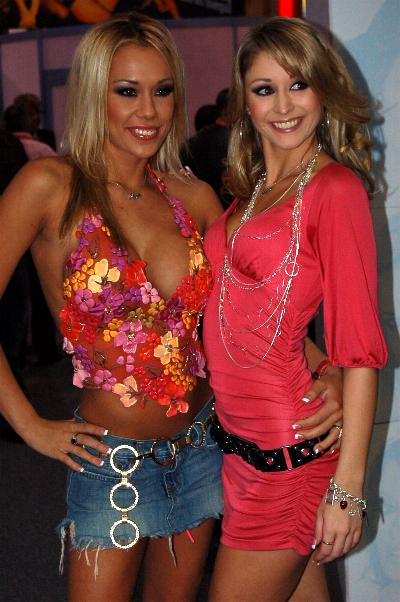
Alexander (rechts) met Lexi Marie, 2006.

Monique Alexander (Vallejo, 26 mei 1982) is een Amerikaanse pornoactrice en model.

## Leven
Alexander begon in de porno-industrie als stripper in Sacramento toen ze 18 jaar was, als aanvulling op haar inkomen als receptioniste. Ze verscheen in meerdere tijdschriften en verscheen in 2001 in haar eerste film, met een vrouw-vrouwscène, in Hot Showers Number 2. Ze kreeg dat jaar een contract bij Sin City. Naast een serie vrouw-vrouw-hardcorescènes verscheen ze tevens in enkele softcore films van HBO en Cinemax, zoals Hotel Erotica, The Sex Spa, Sex House en Voyeur: Inside Out. Verder is ze naaktmodel op internet in solo- en vrouw-vrouwscènes. Alexander verscheen verder in de film Spider's Web met Stephen Baldwin en Kari Wührer in 2002. Verder heeft ze ook in voetfetishvideo's gespeeld voor FM Concepts.
Alexander had een contract bij Vivid Entertainment van 2004 tot 2009. Na jaren van vrouw-vrouwscènes verscheen ze in man-vrouwscènes in 2005.
Monique had een cameo optreden in de laatste aflevering van het derde seizoen van de HBO-serie Entourage. In 2007 werd ze een sportjournalist op de The Phil Show van National Lampoon Comedy Radio.
Ze werd door de show Red Eye w/ Greg Gutfeld van Fox News uitgenodigd om deel te nemen aan een discussie over een recente studie over veilige-seksinformatie, die op 10 november 2007 werd uitgezonden. Op 15 februari 2008 nam ze samen met Ron Jeremy deel aan een discussie aan de Yale-universiteit met Craig Gross en Donnie Pauling, twee tegenstanders van de porno-industrie.

## Films (selectie)
- 2004: Jack's Playground 15
- 2004: Interactive Sin with Monique Alexander
- 2005: Where The Boys Aren't 19
- 2006: Monique On The Sly
- 2006: Debbie Does Dallas… Again
- 2007: Call Girl Confidential
- 2007: Popstar
- 2007: Coed Pool Party
- 2007: Nurse Monique
- 2008: Please Me
- 2008: Monique's Been Blackmaled
- 2008: Cry Wolf
- 2009: Crank 2 - High Voltage (als Female Porn Star)
- 2010: Meow!
- 2010: Sex Driven

## Onderscheidingen
- 2008 AVN Award - Best All-Girl Sex Scene, Film -  in Sex & Violins samen met Stefani Morgan en Faith Leon
- 2008 AVN Award - Best Group Sex Scene, Film - in Debbie Does Dallas… Again samen met Savanna Samson, Stefani Morgan, Evan Stone, Christian & Jay Huntington
- 2009 AVN Award - Best Couples Sex Scene  - in Cry Wolf samen met Mr. Marcus
- 2011 AVN Award - Best All-Girl Couples Sex Scene - in Meow!
- 2017 toegevoegd aan de AVN Hall of Fame[1]